# Associazione ambientalisti per il nucleare
L'Associazione ambientalisti per il nucleare (in acronimo AAPN) è un'associazione no-profit che incentiva l'utilizzo dell'energia nucleare. L'associazione conta in tutto il mondo più di 9000 membri, ed è presente in 60 Paesi e su tutti e cinque i continenti. L'AAPN ritiene che «l'opposizione ambientalistica all'energia nucleare sia il più grave errore ed incomprensione del secolo».
James Lovelock era un membro dell'AAPN.

## Storia
L'AAPN è nata nel 1996 in seguito alla pubblicazione del libro Environmentalists for Nuclear di Bruno Comby e alla sua presenza in numerosi dibattiti televisivi.
Nel 2013 aveva oltre 10.000 membri e sostenitori, con corrispondenti locali e una rete di organizzazioni affiliate e in più di 60 paesi, per informare il pubblico su energia e ambiente. 
L'assemblea annuale si tiene presso la sede centrale di Houilles, un sobborgo di Parigi, Francia.
La sede centrale si trova in una casa ecosostenibile alimentata con energia solare (termica e fotovoltaica), energia eolica, aria condizionata geotermica, una pompa di calore ad alta efficienza, ventilazione a doppio flusso e solo una piccola quantità di energia nucleare francese a basse emissioni di carbonio. Progettata concettualmente dai membri dell'organizzazione, questa casa ha un'impronta di carbonio quasi nulla (500 volte inferiore a una costruzione standard riscaldata a gas delle stesse dimensioni).